# Селен, Ян
Ян Селен (нидерл. Jan Seelen; 7 октября 1938, Венло — 2 октября 2019, Тегелен) — нидерландский футболист, игравший на позициях нападающего и правого вингера, выступал за команды «ВВВ-Венло», «Аякс» и «Витесс».
Автор самого быстрого хет-трика в истории чемпионата Нидерландов.

## Биография
Родился в октябре 1938 года в Венло. Отец — Герард Хюберт Селен, мать — Анна Катарина Хюбертина (Като) Гюссен. Оба родителя был родом из Венло, они поженились в ноябре 1930 года — на момент женитьбы отец был торговцем.
Футболом начал заниматься в местной команде «Венлозе Бойз». В 1956 году оказался в молодёжном составе клуба ВВВ-Венло, а через год был переведён в основу. Уже тогда молодого футболиста призывали в юношескую и молодёжную сборную Нидерландов.
Дебют Селена в команде состоялся 1 сентября 1957 года в матче чемпионата против клуба АДО, завершившемся гостевым поражением ВВВ со счётом 1:0. Уже в следующей игре, состоявшейся 22 сентября, Ян отметился первым забитом голом, который помог его команде обыграть дома ПСВ со счётом 4:1. В дебютном сезоне он забил 6 голов в 21 матче чемпионата.
В конце июля 1958 года перешёл в амстердамский «Аякс». Сумма трансфера 20-летнего игрока составила 30 тысяч гульденов. Первую игру в составе «Аякса» провёл 24 августа против клуба ДВС. Пропустив в конце первого тайма гол, футболисты «Аякса» не смогли исправить ситуацию, и потерпели первое поражение в сезоне от действующего чемпиона. 23 ноября в игре с «Блау-Витом» Селен забил два дебютных гола, а его команда одержала победу 4:2.
22 марта 1959 года Ян стал автором самого быстрого хет-трика в истории чемпионата Нидерландов. В игре с командой СХС из города Схевенинген Селен забил три мяча за три минуты, с 42 по 44-ю. Всего же в этой игре Ян забил 5 голов, сделав таким образом пента-трик. Это был его уже второй хет-трик в сезоне; первый состоялся 1 января в матче первого раунда Кубка Нидерландов в игре с командой ЙОС. В дебютном сезоне Ян забил за «Аякс» 11 голов в 19 матчах чемпионата, тогда как в розыгрыше Кубка Нидерландов на его счету было 5 голов в 4 встречах.
После ухода с поста главного тренера Карла Хуменбергера Ян потерял место в основном составе. Новый наставник — англичанин Вик Букингем, в начале сезона ставил Яна в стартовый состав, однако после 5 игр решил посадить игрока на скамейку запасных. В следующем сезоне, как и предыдущем, Ян не получал игрового времени. Он провёл всего один матч в чемпионате, в котором отметился голом, а также дебютировал в Кубке европейских чемпионов, отыграв 90 минут в игре с норвежским «Фредрикстадом».
Летом 1961 года перебрался в «Витесс», в котором быстро стал игроком основного состава. За четыре сезона он забил 42 мяча в чемпионате, становясь лучим бомбардиром своего клуба в трёх сезонах подряд. В возрасте 26 лет, после службы в армии, Ян решил стать преподавателем физкультуры.

## Статистика по сезонам
| Клуб             | Сезон            | Чемпионат Нидерландов | Чемпионат Нидерландов | Кубок Нидерландов | Кубок Нидерландов | Кубок европейских чемпионов | Кубок европейских чемпионов | Итого | Итого |
| Клуб             | Сезон            | Игры                  | Голы                  | Игры              | Голы              | Игры                        | Голы                        | Игры  | Голы  |
| ---------------- | ---------------- | --------------------- | --------------------- | ----------------- | ----------------- | --------------------------- | --------------------------- | ----- | ----- |
| ВВВ-Венло        | 1957/58          | 21                    | 6                     | 1                 | 1                 |                             |                             | 22    | 7     |
| ВВВ-Венло        | Итого            | 21                    | 6                     | 1                 | 1                 |                             |                             | 22    | 7     |
| Аякс             | 1958/59          | 19                    | 11                    | 4                 | 5                 |                             |                             | 23    | 16    |
| Аякс             | 1959/60          | 5                     | 1                     |                   |                   |                             |                             | 5     | 1     |
| Аякс             | 1960/61          | 1                     | 1                     | 0                 | 0                 | 1                           | 0                           | 2     | 1     |
| Аякс             | Итого            | 25                    | 13                    | 4                 | 5                 | 1                           | 0                           | 30    | 18    |
| Витесс           | 1961/62          | 31                    | 13                    | 3                 | 5                 |                             |                             | 34    | 18    |
| Витесс           | 1962/63          | 28                    | 16                    | 0                 | 0                 |                             |                             | 28    | 16    |
| Витесс           | 1963/64          | 26                    | 10                    | 1                 | 1                 |                             |                             | 27    | 11    |
| Витесс           | 1964/65          | 9                     | 1                     | 1                 | 0                 |                             |                             | 10    | 1     |
| Витесс           | Итого            | 94                    | 40                    | 5                 | 6                 |                             |                             | 99    | 46    |
| Всего за карьеру | Всего за карьеру | 140                   | 59                    | 10                | 12                | 1                           | 0                           | 151   | 71    |